# Boullarre
Boullarre é uma comuna francesa na região administrativa de Altos da França, no departamento de Oise. Estende-se por uma área de 7,58 km². Em 2010 a comuna tinha 225 habitantes (densidade: 29,7 hab./km²).